# Loi sur l'impôt sur les logements vides
Lire en ligne

(ca) LLEI 14/2015, del 21 de juliol, de l'impost sobre els habitatges buits, i de modificació de normes tributàries i de la Llei 3/2012.

La loi sur l'impôt sur les logements vides (en catalan Llei de l'impost sobre els habitatges buits) est une loi adoptée par le Parlement de Catalogne, promulguée le 21 juillet 2015. Elle crée un impôt sur les logements inoccupés depuis plus de deux ans, appartenant à des entités financières, et situés dans les municipalités de Catalogne où la demande de logements est forte, dans le but d'améliorer l'offre de logements disponibles.
La loi est adoptée par le Parlement le 8 juillet 2015 avec 77 voix « pour » de Convergència (CDC), Unió (UDC), Esquerra Republicana de Catalunya (ERC), Ciutadans (C's) et la députée non inscrite Marina Geli, et 51 voix « contre » du Parti des socialistes de Catalogne (PSC), du Parti populaire catalan (PPC), d'Iniciativa per Catalunya Verds - Esquerra Unida i Alternativa (ICV-EUiA) et de la Candidature d'unité populaire (CUP). Elle est contestée par le gouvernement espagnol et suspendue par le Tribunal constitutionnel en mai 2016.

## Contexte

### Précédents
La loi sur le droit au logement du 28 décembre 2007, adoptée au cours de la VIIIe législature sous le deuxième gouvernement tripartite, prévoit des mesures de lutte contre la vacance des logements. Elle permet à la Généralité de sanctionner les propriétaires de logements vides par des amendes pouvant atteindre 900 000 euros. Cette disposition a été appliquée par certaines municipalités, notamment celle de Terrassa, mais n'a jamais été mise en œuvre à l'échelle de la Généralité.
La loi sur le droit au logement prévoyait également un mécanisme de location forcée des logements vides et d'expropriation temporaire de leurs propriétaires. Ces dispositions ont été abrogées par la loi omnibus (ca) de 2011 à l'initiative du gouvernement d'Artur Mas, après l'alternance politique de 2010.
En janvier 2014, la Plateforme des victimes du crédit hypothécaire (PAH), association militant pour le droit au logement, a mené une campagne politique pour réclamer l'application des amendes et l'instauration de nouvelles mesures pour sanctionner les banques qui détiennent des logements vides. Cette initiative a été approuvée par 136 municipalités catalanes.

### Situation politique
À la suite des élections au Parlement de Catalogne de 2012, les nationalistes de Convergence et Union (CiU) et la gauche indépendantiste d'Esquerra Republicana de Catalunya (ERC) ont conclu une alliance permettant l'investiture du deuxième gouvernement d'Artur Mas. Leur programme de gouvernement commun prévoit la création d'un impôt sur les logements vides détenus par les entités financières, dont l'objectif est d'améliorer l'accès au logement.
La taxation des logements vides, proposée par ERC, constitue un changement d'orientation pour le gouvernement dirigé par CiU. En effet, CiU s'était opposée aux mesures de lutte contre la vacance des logements lors de l'adoption de la loi sur le droit au logement de 2007, et avait abrogé une partie de ses dispositions en 2011 après son retour au pouvoir. Désormais, elle accepte l'impôt sur les logements vides pour augmenter les recettes fiscales de la Généralité, afin d'éviter des coupes budgétaires supplémentaires et d'obtenir l'approbation du budget par ERC. De plus, à la différence des amendes prévues par la loi de 2007, la taxation est un instrument incitatif et non répressif, ce qui est mieux accepté par les libéraux.

## Adoption de la loi

### Projet de loi
La création d'un impôt sur les logements vides est annoncée par le conseiller au territoire et à la durabilité Santi Vila en avril 2013. La mesure, qui a un caractère incitatif et non un objectif de rendement, vise à augmenter l'offre de logements disponibles, en incitant les banques à louer ou vendre les logements vides qu'elles détiennent. Elle s'applique aux personnes morales et doit être mise en œuvre dans 70 municipalités qui connaissent des tensions sur le marché du logement.
L'avant-projet de loi est présenté par le gouvernement en mai 2014. Il propose de taxer les entités financières propriétaires de logements vides depuis plus de deux ans sans raison justifiée, et situés dans une zone où la demande de logements est forte, à raison de 500 à 1650 euros par logement. La taxe est progressive en fonction du nombre de logements détenus, et peut être réduite en fonction de la proportion de logements destinés à la location accessible. Le Consell de Treball, Econòmic i Social de Catalunya (ca) rend un avis positif en juin 2014.
Le projet de loi est approuvé par le conseil des ministres le 15 juillet 2014.

### Adoption par le Parlement
Le projet de loi est débattu par le Parlement le 29 octobre 2014. Il est approuvé par six des sept groupes politiques du Parlement : Convergence et Union (CiU) et Esquerra Republicana de Catalunya (ERC), qui forment la majorité gouvernementale, et, parmi les partis d'opposition, le Parti des socialistes de Catalogne (PSC), Iniciativa per Catalunya Verds - Esquerra Unida i Alternativa (ICV-EUiA), Ciutadans (C's) et la Candidature d'unité populaire (CUP), qui jugent le projet du gouvernement « insuffisant » et prévoient de l'amender au cours de la discussion parlementaire. Le Parti populaire catalan (PPC) est le seul à s'opposer à la création d'un impôt qu'il juge « injuste » et « discriminatoire ».

Vote de la loi sur l'impôt sur les logements vides, 8 juillet 2015.
Pour : 77
Contre : 51
Abstention : 0

Le projet de loi est adopté par le Parlement le 8 juillet 2015 à une large majorité de 77 voix « pour » et 51 voix « contre ». Convergència, Unió, ERC, Ciutadans et la députée non inscrite Marina Geli votent « pour » ; le PSC, le PPC, ICV-EUiA et la CUP votent « contre ». La loi crée une taxe sur les logements vides depuis plus de deux ans sans cause justifiée, dont le montant varie en fonction de la surface des logements concernés. Selon les prévisions du gouvernement, 15 000 logements situés dans 72 municipalités seront concernés, pour un montant moyen de 1000 à 2000 euros par logement. L'impôt devrait rapporter 8 millions d'euros à la Généralité et conduire les entités financières à remettre 1500 logements vacants sur le marché. La loi est promulguée le 21 juillet et publiée le 23 juillet.

## Contenu
Le fait générateur de l'impôt est « l'inoccupation permanente d'un logement pendant plus de deux ans sans cause justifiée ». La loi prévoit cinq causes justifiant la vacance d'un logement, :
- il existe un litige sur la propriété du bien ;
- le logement est irrégulièrement occupé ;
- le logement est inhabitable en l'état ;
- le logement se trouve dans un bâtiment de plus de 45 ans à réhabiliter entièrement ;
- le logement fait l'objet d'un contrat hypothécaire qui interdit un usage autre que celui qu'il prévoit.

Les personnes assujetties à l'impôt sont seulement les personnes morales propriétaires de logements, et non les personnes physiques,.
La loi prévoit des exemptions à l'impôt pour, :
- les logements appartenant aux entités du tiers secteur exerçant une mission d'insertion ;
- les logements de protection officielle (es) ;
- les logements situés dans les zones où la demande est faible ;
- les logements destinés à des programmes sociaux d'habitat ;
- les appartements touristiques.

Pour le calcul de l'impôt, l'assiette est la somme totale de la surface des logements soumis à l'impôt. Le taux est progressif, de 10 à 30 euros par mètre carré. Une réduction d'impôt est prévue en fonction de la proportion de logements destinés à la location accessible,.
L'impôt est calculé chaque année sur la base de la situation au 31 décembre. Il doit être acquitté spontanément par les contribuables,.
Le produit de l'impôt est affecté aux actions en faveur du logement, en priorité dans les municipalités où il est recouvré.
Pour identifier les contribuables, la loi crée un registre des logements vides.

## Application

### Mise en œuvre
Le registre créé par la Généralité recense 45 000 logements vides appartenant aux entités financières en septembre 2015, dont 13 000 remplissent les conditions pour être soumis à l'impôt.
Le 16 février 2016, le gouvernement prend le décret d'application de la loi, qui permet de recouvrer l'impôt à partir du 1er mars. Selon les données du registre des logements vides, 8300 logements sont soumis à l'impôt pour l'année 2016.
L'impôt est acquitté pour la première fois en mars 2016 par 198 entités financières. Le montant recouvré est de 11,3 millions d'euros, nettement supérieur aux prévisions gouvernementales. Le gouvernement destine cette somme à l'achat de 260 logements pour créer des logements sociaux.

### Recours devant le Tribunal constitutionnel
En octobre 2015, le gouvernement espagnol annonce son intention d'attaquer devant le Tribunal constitutionnel la loi sur l'impôt sur les logements vides, ainsi que la Loi de mesures urgentes sur le logement et la précarité énergétique.
Le gouvernement espagnol décide le 22 avril 2016 d'exercer un recours devant le Tribunal constitutionnel contre la loi sur l'impôt sur les logements vides, ainsi que la loi sur l'égalité effective des femmes et des hommes et la loi sur les gouvernements locaux, au motif qu'elles empiètent sur les compétences de l'État central.
Le Tribunal constitutionnel admet la recevabilité du recours et suspend la loi le 3 mai 2016.